# ابوبکر واسطی
ابوبکر محمد بن موسی واسطی از صوفیان ایرانی سده چهارم به‌شمار می‌رود. او از فرغانه بود و به همین سبب، به ابن فرغانه معروف شد. شهرت وی به واسطی به سبب اقامتش در واسط ـ دهی مشهور در بلخ ـ بود. واسطی به شهرهای زیادی سفر کرد و سرانجام به باورد یا ابیورد ـ شهری میان سرخس و نساء ـ آمد و سپس به مرو رفت و در آنجا زندگی را سپری ساخت. سرانجام بعد از سال ۳۲۰ هجری قمری در مرو درگذشت و همان‌جا به خاک سپرده شد.
او از شاگردان و اصحاب جنید بغدادی بود و همچنین با ابوالحسین نوری و ابوالقاسم ابراهیم نصرآبادی و برخی از مشایخ سده سوم و چهارم هجری مصاحبت داشت. مشهورترین مرید و شاگرد او، ابوالعباس سیاری ـ صوفی نامدار سده چهارم ـ است که خود سر سلسله معروفی است در تصوف به نام سیاریّه.
مشی عرفانی واسطی را می‌توان دنباله مشرب عرفانی جنید بغدادی دانست؛ زیرا وی از جمله مشایخی است که با جنید مصاحبت داشت و از او صاحب اجازه بود.
نامه‌ای از جنید به ابوبکر واسطی در منابع ثبت شده‌است. بخشی از این نامه چنین است:
«بسم الله الرحمن الرحیم، سلام علیک یا بابکر و رحمة الله و برکاته، عافاناالله و ایاک بالکرمة … علما و حکما از الله بر خلق رحمت اند. چنان کن در سخن خویش که خلق را رحمت باشی و خود را بلا. از حال خویش برون آی، با حال ایشان شو که به ایشان سخن می‌گویی، به حال و به قدر و طاقت ایشان سخن گوی و شایسته‌تر است؛ و با گفتار دلنشین و مؤثر با ایشان سخن گو.»
روزبهان بقلی او را صاحب تصنیف می‌داند و اثری به نام «حامیم القدم» را به او نسبت می‌دهد. از این کتاب اثری نیست، اما اقوال و سخنان متعددی در منابع آمده که در آنها دیدگاه خود را دربارهٔ این موضوعات بیان کرده‌است: توحید، مخالفت با نفس، اغتنام وقت، فنا، خوف و رجا، معرفت و انواع آن، جمع و تفرقه، توبه، محبت، زهد، رضا، یقین، مشاهده و ….
همچنین از ابوبکر واسطی تأویلهایی دربارهٔ آیات قرآن نقل شده که نشان می‌دهد در تفسیر و تأویل قرآن نیز دستی داشته است. علاوه بر این، شطحیاتی نیز به نام واسطی در منابع آورده شده که بخش عمده آن در شرح شطحیات روزبهان بقلی نقل شده است.